# Let VT-16
Die Let VT-16 Orlík (Adler) ist ein Segelflugzeug der tschechischen Firma Let.

## Geschichte
Die VT-16 wurde unter der Leitung von Jiří Matějček aus der XLF-114 Standard entwickelt. Der Prototyp M-16 hatte am 12. August 1956 Erstflug mit František Kder am Flugplatz Brünn-Medlánky. Das Flugzeug erhielt am 30. September 1961 seine Zulassung in der Tschechoslowakei und wurde 84 mal bei Orličan in Choceň (später LET, heute Schempp-Hirth) gebaut.
Die Flugzeugkonstruktion wurde durch das gleiche Team bald zur VT-116 Orlík II weiterentwickelt, welche dann 1964 ihren Erstflug hatte und von der bis 1969 220 Exemplare gebaut wurden. Besonderer Wert wurde bei der Entwicklung auf eine preisgünstige Fertigung, anspruchslose Wartung und leichte Montage gelegt. So entstand ein einsitziger Schulterdecker in Holzbauweise, wobei der in Halbschalenbauweise gebaute Rumpf aus Holz und der Trapezflügel aus Sperrholz mit Schaumpolystyrol-Füllung bestand. Die Maschine war infolge ihres leichten Aufbaus nicht kunstflugtauglich, jedoch einfach zu fliegen. Einzelne Exemplare fliegen noch heute (vor allem in Tschechien).

## Technische Daten
| Kenngröße              | VT-16 Orlík          | VT-116 Orlík II     |
| ---------------------- | -------------------- | ------------------- |
| Erstflug               | 12. August 1956      | 1964                |
| Besatzung              | 1                    | 1                   |
| Länge                  | 7,45 m               | 7,55 m              |
| Spannweite             | 16,0 m               | 16,0 m              |
| Höhe                   | 1,68 m               | 1,60 m              |
| Flügelfläche           | 12,8 m²              | 12,8 m²             |
| Flügelstreckung        | 20                   | 20                  |
| Flügelprofil           | NACA 64(3)-818       | NACA 64(3)-818      |
| Gleitzahl              | 32,5                 | 33 bei 75 km/h      |
| Geringstes Sinken      | 0,56 m/s bei 63 km/h | 0,6 m/s bei 70 km/h |
| Leermasse              | 215 kg               | 220 kg              |
| max. Startmasse        | 345 kg               | 320 kg              |
| Mindestgeschwindigkeit |                      | 65 km/h             |
| Höchstgeschwindigkeit  | 200 km/h             | 210 km/h            |